# موتور دابلیو شکل

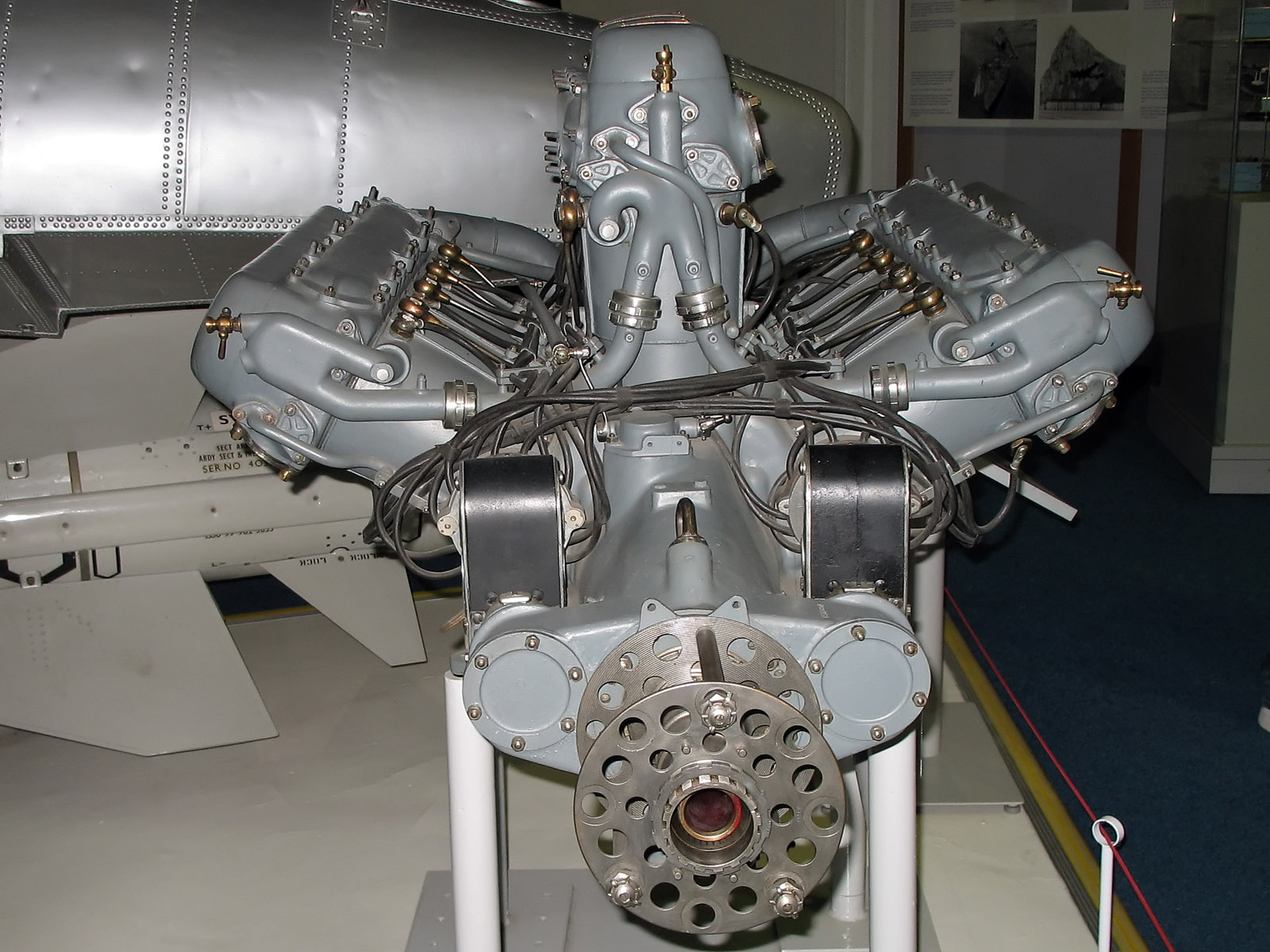
یک موتور ۱۲ سیلندر دابلیو شکل

موتور دابلیو شکل (به انگلیسی: W engine) یک موتور درون‌سوز رفت و برگشتی است. چیدمان سیلندرهای این موتور مانند موتور وی شکل (به انگلیسی:v engine) است با این تفاوت که درمیان موتور وی شکل یک سری سیلندر دیگر در مرکز موتور قرار دارد که موتور وی شکل را به موتور دابلیو شکل تبدیل می‌کند.

## به کارگیری

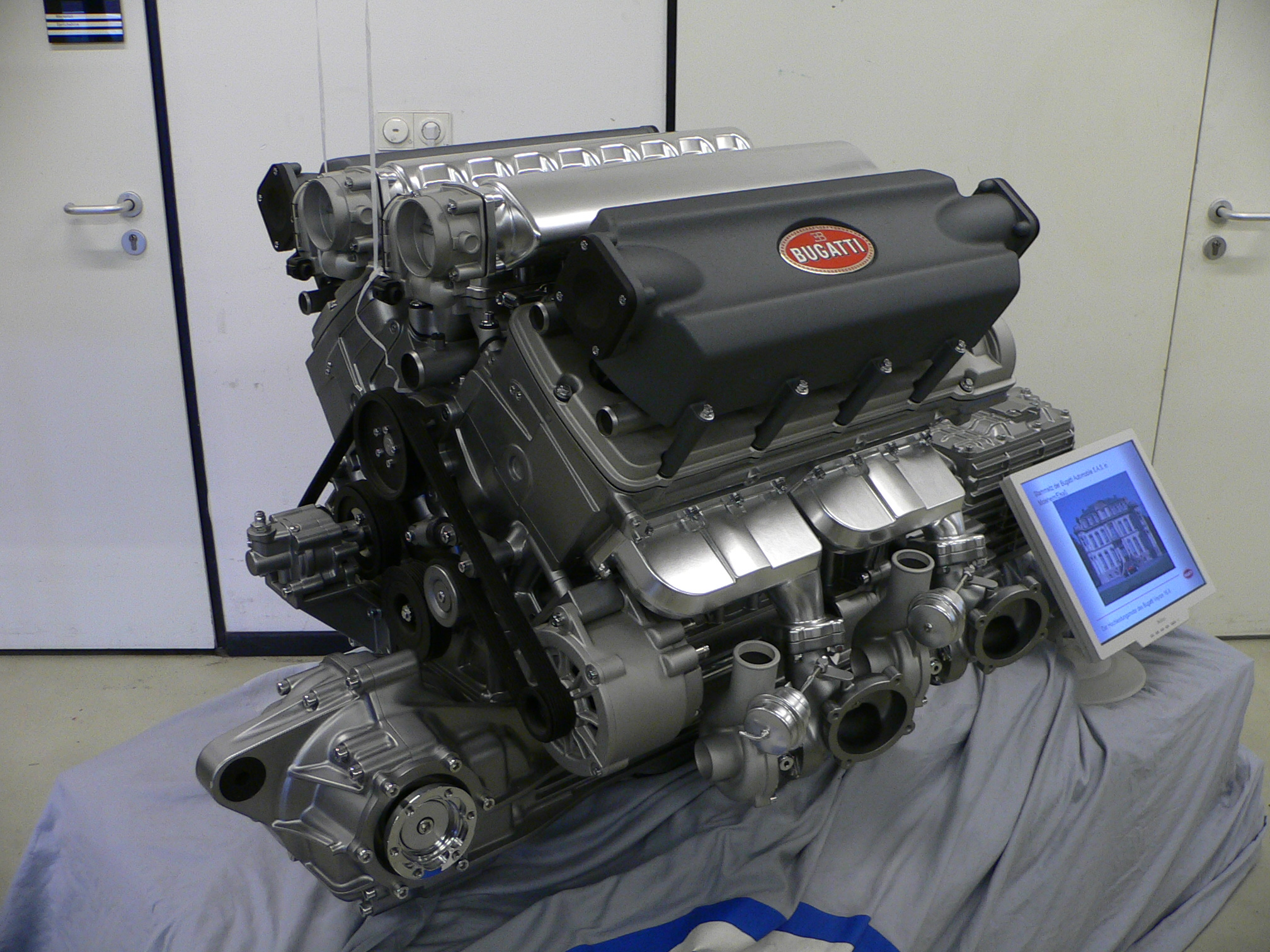
موتور ۱۶ سیلندر دابلیو شکل طراحی شرکت فولکس واگن و بوگاتی برای خودرو بوگاتی ویرون ای بی ۱۶٫۴

در سال ۲۰۰۶ گروه‌های فولکس واگن و بوگاتی به طراحی موتور دابلیو شکل برای بوگاتی ویرون ایی بی ۱۶٫۴ (به انگلیسی:Bugatti Veyron EB16.4) پرداختند که نتیجه این طراحی موتوری با ۱۶ سیلندر و حجم ۸٫۰ لیتر بود. قدرت این موتور ۱۰۰۱ اسب بخار، در دور موتور ۶۰۰۰ دور، در دقیقه است.